# Szigma
A szigma (nagy Σ, kis σ, szóvégen ς) a görög ábécé tizennyolcadik betűje, az S betű és az sz hang.

## A σ betűhöz kapcsolódó fogalmak
- szumma összegzőfüggvény (matematika)
- mechanikai feszültség
- keménység (mechanika)
- szigmabél (humán-anatómia)
- szórás (valószínűségszámítás)
- Szigma-kötés (kémia)
- hat szigma strukturált problémamegoldó és folyamatfejlesztő eljárás